# كريستيان شرايبر
كريستيان شرايبر (بالألمانية: Christian Schreiber)‏ هو مجدف ألماني، ولد في 7 أغسطس 1980 في فايسنفلس في ألمانيا.

## وصلات خارجية
- كريستيان شرايبر على موقع الاتحاد الدولي للتجديف (الإنجليزية)
- كريستيان شرايبر على موقع اللجنة الأولمبية الدولية (الإنجليزية)
- كريستيان شرايبر على موقع أوليمبيديا (الإنجليزية)